# Light This City
Light This City – zespół grający melodic death metal uformowany w Stanach Zjednoczonych (San Francisco).

## Muzycy
| Ostatni skład zespołu - Laura Nichol – śpiew (2002–2008, 2010, 2015, 2018) - Ben Murray – perkusja (2002–2008, 2010, 2015, 2018) - Steve Hoffman – gitara (2003-2007, 2010, 2015, 2018) - Ryan Hansen – gitara (2007–2008, 2010, 2015, 2018) - Jon Frost – gitara basowa (2007–2008, 2010, 2015, 2018) |  | Byli członkowie zespołu - Mike Dias – gitara basowa (2002–2006) - Tyler Gamlen – gitara (2002–2003) - Steven Shirley – gitara (2002–2003) - Johnny Lloyd – gitara (2003–2007) - Joey Ellis – gitara (2004) - Brian Forbes – gitara (2007–2008) - Dan Kenny – gitara basowa (2006–2007) |

## Dyskografia
- The Hero Cycle (2003)
- Remains of the Gods (2005)
- Facing the Thousand (2006)
- Stormchaser (2008)
- Terminal Bloom (2018)